# Обскурантизм
Обскуранти́зм (от лат. obscurans «затемняющий»), мракобе́сие — враждебное отношение к просвещению, науке и прогрессу.
Враг просвещения народа — обскурант. Источником термина «обскурантизм» является заголовок сатиры начала XVI века «Письма тёмных людей». Суть книги состояла в полемическом ответе на писания Иоганна Пфефферкорна и поддерживавшей его группе доминиканских монахов, описывает полемику между обскурантами и гуманистами об отношении к еврейской богословской литературе. В ходе учёного диспута Иоганн Пфефферкорн и поддерживающие его обскуранты настаивают на уничтожении религиозной литературы оппонентов как не христианской, а противостоящий ему немецкий теолог, прокурор доминиканского ордена для Германии, гуманист Иоганн Рейхлин подразделяет все еврейские книги на несколько категорий (Священное Писание, Ветхий Завет, Талмуд и так далее) и доказывает, что в каждой из них есть много полезного для христиан. Приводит тезис о том, что уничтожение всех еврейских книг евреи сочли бы за доказательство того, что христиане сами не уверены в правоте своего дела.

## История термина
Мракобесие — вольный перевод на русский язык термина «обскурантизм» (лат. obscurans — «затемняющий»), притом сделанный по церковнославянскому образцу, где второй корень сложных слов -бѣ́сїе — «бешенство» является калькой греческих μάργος, μᾰνία — «безумие, помешательство, болезненная тяга к чему-либо» (ср. церк.-слав. гортанобѣ́сїе, чревобѣ́сїе — «чревоугодие»; и҆долобѣ́сїе — «неистовое служение идолам»). Таким образом, буквально термин означает по-церковнославянски «помешательство на темноте». В России понятие возникло в начале XIX века как антоним «просвещению» — понятию, сопряжённому со свободой и прогрессом.

## История явления
В первом и более старом смысле термин «обскурантизм» обозначает политику ограничения распространения знаний. За так называемую политику «благородной лжи» (en:Noble lie) выступал ещё Платон. В произведении «Государство» он предполагал, что в идеальном государстве цари-философы будут распространять ложь во имя общего блага. В современном мире подобную философию пропагандировал Лео Штраус и другие сторонники неоконсерватизма.
В таком смысле обскурантизм является одновременно антиинтеллектуальной и элитистской философией. Именно за такой обскурантизм Маркиз де Кондорсе подверг критике элиту Франции во время Французской революции.
Хотя обскурантизм часто ассоциируют с фундаментализмом, обскурантизм является отдельным принципом. Фундаментализм предполагает настоящую веру в доктрины, тогда как обскурантизм может опираться на намеренный обман большинства и манипуляцию им, предпринимаемые «просвещенным» меньшинством.
Позже обскурантизм проявился как заметное организованное течение мысли и социальной практики во время научно-технической революции XVI века.
Основное содержание обскурантизма можно выразить в следующих идеях:
- противодействие любым реформам общества, повышающим личную свободу его членов;
- вредность просвещения народных масс;
- губительность научно-технического прогресса;
- контролирование науки и культуры представителями реакции;
- враждебное отношение к человеку иной культуры и веры, неприятие инакомыслия.

Эти идеи направлялись в первую очередь против религиозных реформаторов, в защиту религиозных догматов католической церкви, и поначалу характеризовалось изуверскими формами тирании. С XX века потеряло свой откровенно-религиозный характер, и вместо этого стало опираться на научный ригоризм и культурный традиционализм (Лео Штраус).
В религиозной мысли термин обскурантизм адресуется тем, кто «истину свыше» подменяет земными представлениями и учениями, например, при националистических интерпретациях религии или когда традицию ставят выше Евангелия. «Ничто не производит столько мрака, сколько ум человеческий, рассуждающий обо всем по земному и не принимающий озарения свыше». (Св. Иоанн Златоуст. Бес. на Ин. XXIV, 147). В современной религиозной жизни обскурантизм нередко выступает под видом защиты чистоты веры и пытается монополизировать ортодоксальность, но изменяет при этом духу Евангелия. «Утверждение человечности христианства вызывает настоящую ненависть у тех многочисленных христиан, которые считают жестокость основным признаком ортодоксальности». (Н. Бердяев).

## Борьба с обскурантизмом
Борьба с обскурантизмом подразумевает борьбу с конкретными обскурантистами. Гуманизм Возрождения в своей просветительской работе использовал грубоватый юмор, высмеивая обскурантов, которые в то время принадлежали исключительно к клерикальным кругам (впрочем, и сами гуманисты нередко занимали церковные должности). Просветители XVIII века направляли против современных им мракобесов иронию и тонкий сарказм. Вместе с этим они демонстрировали научную отсталость и невежество своих гонителей и таким образом просветителям удавалось держать противников прогресса в некоторой узде, не позволяя им доминировать.